# Xã Stevenson, Quận Marion, Illinois
Xã Stevenson (tiếng Anh: Stevenson Township) là một xã thuộc quận Marion, tiểu bang Illinois, Hoa Kỳ. Năm 2010, dân số của xã này là 1.301 người.